# Wacław Brzeziński (prawnik)

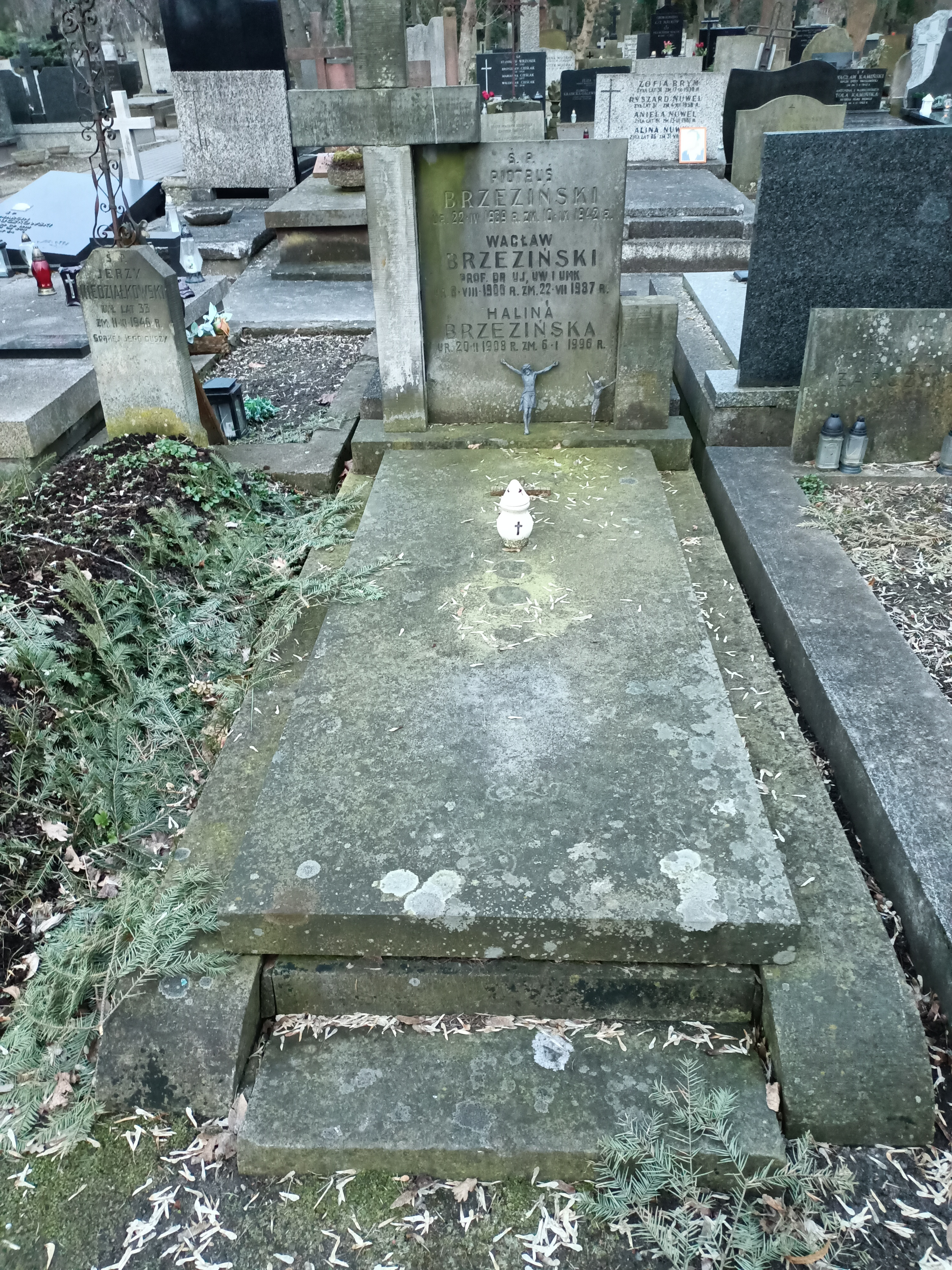
Grób Wacława Brzezińskiego na Cmentarzu Powązkowskim

Wacław Brzeziński (ur. 8 sierpnia 1900 w Zawierciu, zm. 22 lipca 1987 w Małych Cichych) – polski prawnik, nauczyciel akademicki, prof. dr hab.

## Życiorys
Był synem Józefa Brzezińskiego, społecznika. W nastoletnim wieku zaangażował się w harcerstwo, w 1915 roku zostając drużynowym pierwszej drużyny harcerskiej w Zawierciu. W 1917 roku współorganizował dwa zastępy harcerskie z uczniów Gimnazjum Męskiego. Zaangażował się również w narciarstwo i turystykę.
W latach 20. i 30. był autorem artykułów naukowych do kwartalnika „Samorząd Terytorjalny”. W 1938 roku wybudował dom na Tarasówce w Małych Cichych. Podczas II wojny światowej uczestniczył w powstaniu warszawskim.
Był specjalistą w zakresie prawa administracyjnego i nauki administracji. Jego badania dotyczące zagadnień prawnych związanych z planowaniem przestrzennym i ochroną środowiska należały do pionierskich w Polsce. Tuż po zakończeniu II wojny światowej prowadził wykłady zlecone w Szkole Głównej Handlowej w Warszawie, następnie był wykładowcą na Uniwersytecie Warszawskim. W 1949 roku został profesorem na Uniwersytecie Mikołaja Kopernika. W latach 1949–1952 kierował Katedrą Prawa Administracyjnego na Wydziale Prawa i Administracji tegoż uniwersytetu. W 1952 roku został wykładowcą na Wydziale Prawa i Administracji Uniwersytetu Jagiellońskiego, a od 1957 roku kierował Katedrą Prawa Administracyjnego i Nauki Administracji. W latach 1957–1959 był prodziekanem wydziału.
W 1949 roku został członkiem Państwowej Rady Ochrony Przyrody. Był także pracownikiem naukowym Instytutu Nauk Prawnych Polskiej Akademii Nauk, członkiem Międzynarodowej Unii Ochrony Przyrody oraz Międzynarodowego Instytutu Nauk Administracyjnych. W 1970 roku przeszedł na emeryturę. W 1975 „za wybitny i trwały wkład w prawo ochrony środowiska” otrzymał Nagrodę Elisabeth Haub. Zmarł w 1987 roku, został pochowany na Cmentarzu Powązkowskim (brama IV-f, kw. 155).

## Wybrane publikacje
- Terytorjalna organizacja gminy wiejskiej w Polsce: wnioski do reformy (1932)
- Polskie prawo budowlane (1955)
- Polskie prawo administracyjne: część ogólna (1956, współautor)
- Sądowa kontrola administracji we Francji (1960)
- Plan zagospodarowania przestrzennego. Studium z zakresu nauki administracji i prawa administracyjnego (1961)
- Ochrona prawna biologicznego środowiska człowieka (1971)
- Ochrona prawna naturalnego środowiska człowieka (1975)